# Carnevale di Satriano di Lucania

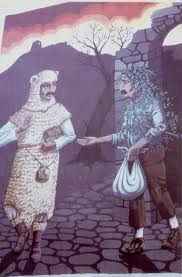
Murales su Urs e il Rumit

Il Carnevale di Satriano è un'antica festa popolare che si svolge il sabato e la domenica prima del martedì grasso, ritenuto il più caratteristico, suggestivo e misterioso della Basilicata. L'unicità di questo rito carnevalesco è data dalla presenza di tre maschere tipiche che sfilano per le vie del paese: Rumita, Urs e Quaresima.
Considerato come uno degli ultimi riti arborei e ancestrali sopravvissuti nella loro integrità il carnevale di Satriano ha subito vari mutamenti per quanto riguarda la sua interpretazione. Nel XX secolo infatti, richiamava il tema dell'emigrazione e del ritorno alla terra natia. Una notevole evoluzione si è innescata, invece, a partire dagli anni 80, quando si accosta la figura del Romita a quella dell'uomo-albero che cammina, che è passata per il Carnevale Etnico della Lucania con il Rogo della Regina e infine alla Foresta che cammina, che dal 2013 si fa portatore di valori ecologici e naturalistici.
È tra le più importanti tradizioni carnevalesche della Regione nonché d'Italia. Contiene tutti i segni e gli elementi della cultura lucana agro-pastorale, ed è ricordato non solo per la particolarità delle sue maschere, ma anche per le sue profonde radici nella storia. È considerato uno degli ultimi riti arborei sopravvissuti in Italia (ma ancora presenti in molte parti dell’Europa), i quali sono legati di solito al mondo agreste e quindi a un’idea di fecondità intesa come continuità della vita tramite la prolificazione della natura. Sono maschere che non sono mai state espressioni di allegria, di gioia, di svago e di divertimento; anzi, da maschere propiziatorie sono divenute, nel tempo, maschere di protesta sociale.

## Le origini

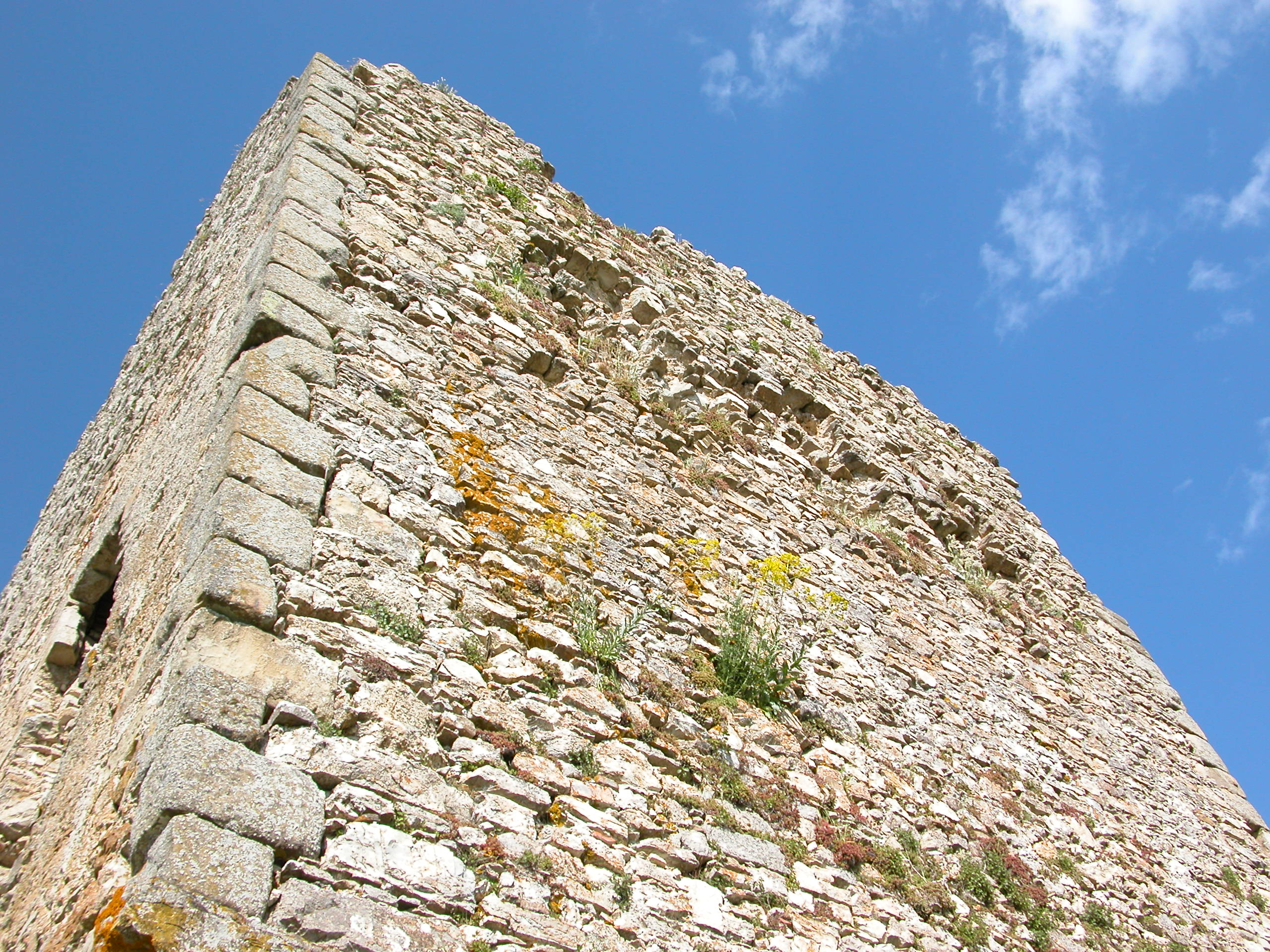
L'antica Torre di Satrianum

Le origini del Carnevale di Satriano di Lucania, fino a qualche tempo fa, erano molto incerte. Oggi, grazie a ricerche approfondite e studi da parte di diversi antropologi, si ipotizza che, probabilmente, fu nel periodo di dominio Normanno di Satrianum che, per un «sincretismo culturale, s’instaurò la figura mitica de “U Rumit’». Il popolo diretto discendente dei Vichinghi ha lasciato il segno della sua cultura che è arrivata indenne fino a oggi, nonostante la distruzione operata agli inizi del 1400 ai danni di questo strategico centro. La maschera arborea è il frutto di quella cultura animistica dei Celti che si distinguevano per avere una religione piena di miti ispirati al mondo vegetale. Essi furono prima dei Vichinghi-Normanni, i colonizzatori dell’Irlanda, dell’Inghilterra e della Francia nord-occidentale radicando, su questi territori la loro cultura popolata di simbolismi che si rifacevano al mondo della natura.
L’uomo travestito da albero è molto diffuso nelle Regioni dell’Europa Centrale e dell’arco alpino, e la sua presenza si è registrata anche nell’Appennino. In queste aree è conosciuto, ancora oggi, come l’"Om Salvarech", l’uomo Selvatico, rilevato e documentato dal prof. Cesare Poppi, docente di Antropologia dell’Università dell'East Anglia di Norwich, Inghilterra. Da come lo descrive Walt Whitman in Foglie d’erba, è un tipo che si aggira dentro di noi, nella nostre psiche e nel nostro corpo da maschi. È una sorta di creatura dell’immaginario umano, a metà tra l’uomo e l’animale, in bilico tra la civiltà e la natura, ed è il depositario di conoscenze per noi remote di cibi genuini, di tecnologie non distruttive della natura, e che conosce l’accadere naturale e meteorologico. È il sapiente del bosco. È, in conclusione, un simbolo che ritorna ad essere attuale nell’epoca della cultura globale “New age".

## Le maschere
Il Rumit’ (l’Eremita) e l’urs’ (orso), in un murale del centro storico di Satriano, «sembrano camminare verso di noi per ricordarci la loro vecchia storia: liberazione o espressione di una condizione subita. In questo paese lucano che ha tanto sofferto il problema dell’emigrazione alla ricerca di un lavoro, l’orso rivela la sofferenza dell’emigrato che ha trovato la ricchezza nel lontano paese e perciò vestito della ricca pelliccia, ma vissuto a lungo in altre culture, resta nell’impossibilità di comunicare con i suoi paesani».
L’Orso, si accompagna al muto  Rumit’ che è rimasto nel suo paese natio, isolato, povero, vestito di sola edera”. Mentre su un altro murale, «le varie maschere regionali italiane divertendosi si allontanano; in primo piano si evidenzia la Quaresima che porta sulla testa una  piccola culla nella quale riposa il Carnevale finito. La tetra donna vestita di nero, in contrapposizione alle colorate maschere, sembra acquistare in questo dipinto un particolare significato espresso dal pittore  che sente forse questa terra ancora troppo isolata e trascurata rispetto alle altre città italiane. Sembra denunciare che non a caso la Quaresima è stata una maschera molto diffusa e sentita, ma esprime una sofferenza a lungo vissuta e nascosta».
La culla portata sulla testa dalla Quaresima è simile a quelle che le contadine adoperavano per mettere i loro bambini e trasportarli con loro in campagna, dove svolgevano i lavori agricoli.
Da maschere propiziatorie assunsero significati di denuncia e di protesta, in particolare contro l’emigrazione: il Romita diventa l’emigrato isolato, incapace di comunicare, costretto a questuare un lavoro pur di assicurare un pezzo di pane alla propria famiglia. L’Orso, invece, è l’emigrante rientrato che sfoga, in maniera bestiale, le sue frustrazioni accumulate fuori dall’ambiente nativo. La Quaresima è la donna dell’emigrante, la vedova bianca rimasta sola nel paese ad accudire la prole, e unica fonte di conforto e di speranza per un avvenire migliore.

### L'orso

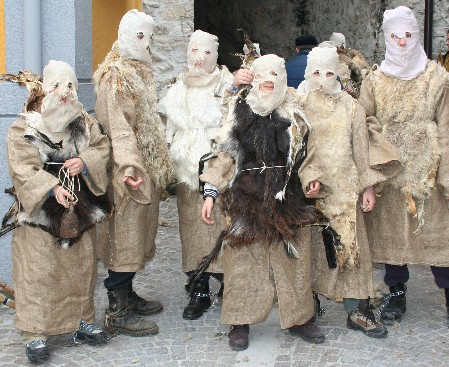
Gli orsi (urs)

L’orso di Satriano, il violento, il trasgressivo, è un  uomo interamente coperto di pelle di capra o di pecora, raccolte alla vita da una catena dalla quale pende un campanaccio di mucca. La maschera dell’Orso  è considerata l’altra faccia della natura che si rigenera,  identificandosi in un animale selvatico, e si vendica, ritorcendosi contro l'uomo se quest'ultimo è incapace di rispettarla.
Contrariamente al Romita, non è una maschera solitaria, in quanto spesso è accompagnata da un altro orso femmina, ricoperta di pelli bianche di pecora (in contrasto con il maschio ricoperto di pelli nere di capra), uniti tra loro da una catenella. L’Orso è sempre accompagnato da “ u’ patrone”, domatore-conduttore che è armato di un grande bastone che serve per indirizzare, orientare, minacciare, comandare l’Orso riottoso. Con chiassose e divertenti scenette, si fermavano davanti all’uscio delle case cercando di attirare l’attenzione delle massaie perché uscissero fuori lasciando campo libero alle loro ruberie. Non  era loro permesso di forzare il portone di casa, ma se fosse rimasto semichiuso, cosa molto frequente in tempi addietro, si sentiva autorizzato a entrare. Non appena l’uscio di casa si apriva, l’Orso si catapultava dentro continuando il suo pesante ballo, travolgendo tutto ciò che gli capitava davanti. Se nell’abitazione vi erano ancora appesi al soffitto le salsicce, i prosciutti o altre leccornie del maiale messe a stagionare, l’Orso si cimentava a saltare con le braccia  per afferrarle. Tutto ciò che riusciva a  prendere gli apparteneva, con o senza il consenso del  proprietario. Nel caso in cui le ruberie non riuscissero, gli veniva offerto comunque qualcosa. Il ricavato della questua veniva consumato collettivamente o diviso in parti uguali fra coloro che avevano partecipato alla mascherata.

### L'eremita
(Filastrocca del Romita)

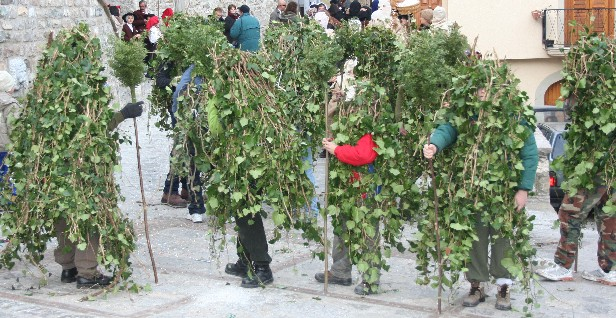
I romiti (rumit)

L’uomo vegetale di Satriano: silenzioso, silvestre e frusciante. La maschera senza volto e senza nulla di umano, il cespuglio vagante, l’albero che cammina, è un informe personaggio di foglie sempre verdi e senza tempo. Uno degli ultimi rituali di culto arboreo esistente in Basilicata, che ancora oggi compie senza clamori i suoi solitari giri di questua in paese, bussando alle porte con un rametto di pungitopo o agrifoglio, legato alla punta di un nodoso bastone chiamato “fruscjə”. Porta a tracollo una borsa di tela detta “tascapanə” (sostituita in sua assenza da uno zainetto) sempre rigorosamente coperta dall’edera.
L'ultima domenica prima del martedì grasso, uscendo di buon mattino, gira tra le strade del paese strusciando il "fruscio" sulle porte delle case. Ma se l’uscio non viene aperto anche dopo aver bussato, con colpi energici e secchi, il Romita non si dispera e resta pazientemente in attesa fino alla sua apertura.
La maschera rimane nel silenzio assoluto, anche da chi ne riceve la visita. Rimane ferma sulla soglia di casa e non la oltrepassa mai, anche se invitata. È la natura che bussa alla porta, e che bisogna rispettare per aver in cambio la ricompensa. Infatti, nessuno si rifiuta di dare all’Eremita l’offerta, perché la sua visita è considerata di buon auspicio e perché s’impersona in San Patrizio, l’evangelizzatore dell’Irlanda, che chiede l’elemosina.
Un tempo i Romiti erano impegnati per diversi giorni e a più riprese nelle loro peregrinazioni. Le uscite avvenivano anche nei giorni immediatamente prima e subito dopo Capodanno, iniziando dalle campagne circostanti il paese.

### La quaresima

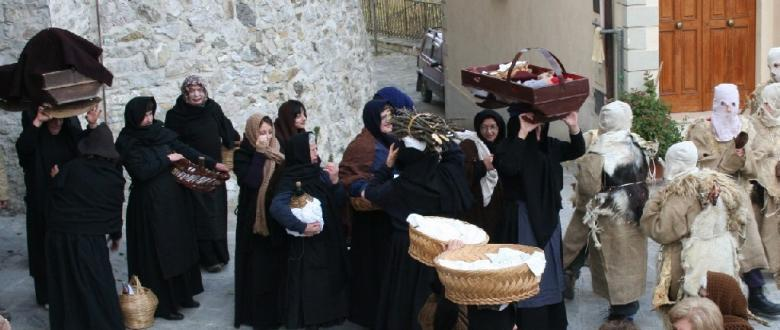
Le Quaresime (quares'm)

La Quaresima, una vecchia dal volto provato, solcato da tante rughe, inaridito dal sole e dalle sofferenze ed indurito dalle difficoltà del tempo. Vestita di lunghe e larghe gonne di panno, rigorosamente nero, con grembiuli sovrapposti di diverso colore quasi a dimostrare di essere l’elemento distintivo per una differenziazione sociale, camicie attillate al petto, in modo da mettere in evidenza il seno enormemente gonfio (imbottito di stracci), con maniche larghe di colore scuro, con degli scialli dalle lunghe frange di color terra che le coprono il viso a mo’ di burqa. Porta in testa la “naca” (culla).
È accompagnata durante le sue uscite da altre Quaresime e dalle Donne prefiche, vestite con lo stesso abbigliamento, ma senza culla, con una zappetta (“u’ zapparièlle") portato sulle spalle o in mano a mo’ di bastone, per piangere in coro sulla desolante condizione in cui si trovano.
Le Quaresime recitano da tempi immemori una filastrocca tramandataci dai racconti orali e presente nel vissuto del paese:
vaij chiangenne p' nande r' porte
vaij r'cenn sciglj mie
aggj pers' a chesa mja»
(Filastrocca delle Quaresima)
Esse hanno avuto, a seconda delle circostanze, il compito di portar via il Carnevale ormai finito; il peso della famiglia vessata e senza dimora a seguito della distruzione dell’antica città; o anche la condizione di vedova bianca, in quanto donna dell’emigrato, sola e indifesa ma determinata nel proteggere la culla del suo bambino, unica ricchezza e speranza rimastale. Ma il peso che deve sopportare è duro: ecco perché il suo percorso è caratterizzato da pianti e lamenti simili a quelli dei cortei funebri.

## I carri allegorici
I carri allegorici  hanno costituito per molti anni la vera essenza del carnevale benché dagli anni successivi al 2000 non sono più stati realizzati a causa degli elevati costi economici e dalla diminuita partecipazione popolare. Dagli anni 2013/2014 sono stati interamente sostituiti, per via del nuovo evento di rilevanza nazionale denominato "la foresta che cammina", da carri non motorizzati.

## 'A Zitae il corteo nuziale
Le maschere del Romita, dell’Orso, e della Quaresima non potevano soddisfare la voglia di partecipazione e di rottura della quotidianità, seppur momentanea, a cui la comunità anelava. Col tempo aveva preso piede il corteo nuziale svolto la domenica di Carnevale (e quello funebre il martedì grasso, composto esclusivamente da soli uomini travestiti). Tutti eleganti, rigorosamente a ruoli invertiti: l'uomo che diventava donna e viceversa; il servo, padrone; il povero, ricco; il laico, religioso.
Al termine delle funzioni liturgiche dell’ultima domenica di Carnevale, la gente si fermava sulla scalinata della Chiesa Madre per ammirare il corteo mascherato che si dirigeva verso la piazza principale del paese. Dopo la sosta principale in piazza, dove si svolgeva una rappresentazione collettiva, a gruppi percorrevano le strade del paese, soffermandosi in alcune case dove rappresentavano storie, racconti, leggende, presenti nel vissuto del paese.
L’ultima sera di Carnevale, il martedì grasso, invece, le strade del paese erano attraversate da un corteo funebre, con personaggi maschili dal viso tinto di nerofumo e quelli femminili dalla stazza molto prospiciente. Tra tante le maschere quella che si metteva in evidenza era la Quaresima, che essendo la mamma  del Carnevale (il quale era il figlio dell’Orso e della Quaresima) veniva schernita con una filastrocca.
Rispetto allo scorso secolo, la sceneggiata è organizzata puntualmente in correlazione alla foresta che cammina. Scenograficamente 'a Zita (la sposa) viene accompagnata da lu Zit (lo sposo) ed è seguita da tutte le figure tipiche della cerimonia nuziale, compreso il prete con i chierichetti e il resto degli invitati. Si percorrono così le strade del paese a ritmo di balli, risate e imprevisti colpi di scena. Di norma ognuno di questi personaggi è travestito da maschio o da femmina, per scatenare il riso e marcare l'ilarità della situazione. Durante il percorso a piedi è frequente la consumazione di vino, viveri e caramelle. Notevoli, sono, infine i momenti in cui la sposa in pieno festeggiamento pone in essere comportamenti infedeli e deleteri in faccia allo sposo.

## Il Rogo della Regina e il Carnevale etnico della Lucania
Nasce per rilanciare il Carnevale Satrianese a fini turistici recuperando tutti i simboli e maschere legati al mondo rurale lucano con la riscoperta di residui riti celtici, i quali rappresentavano una sorta di desiderio di riscatto e di rivalsa del popolo nei confronti sia delle classi sociali egemoni (e nel periodo di carnevale tutto era permesso) che nei confronti di una condizione storica, ma anche naturale, di sottomissione e soccombenza. Un carnevale-rito, con una trasposizione allegorica e con valenza “storico-politica”, del conflitto tra il popolo e il potere costituito, spesso in forma tirannica.
In questo Carnevale, in cui sfilavano tutte le maschere lucane, le più rappresentantive, provenienti da diversi comuni, dando inizio al Carnevale etnico della Lucania, veniva messa in scena la leggendaria versione cruenta della distruzione dell’antica Satriano, ad opera della Regina Giovanna di Napoli, per una vicenda di amore e gelosia.

### Galleria fotografica

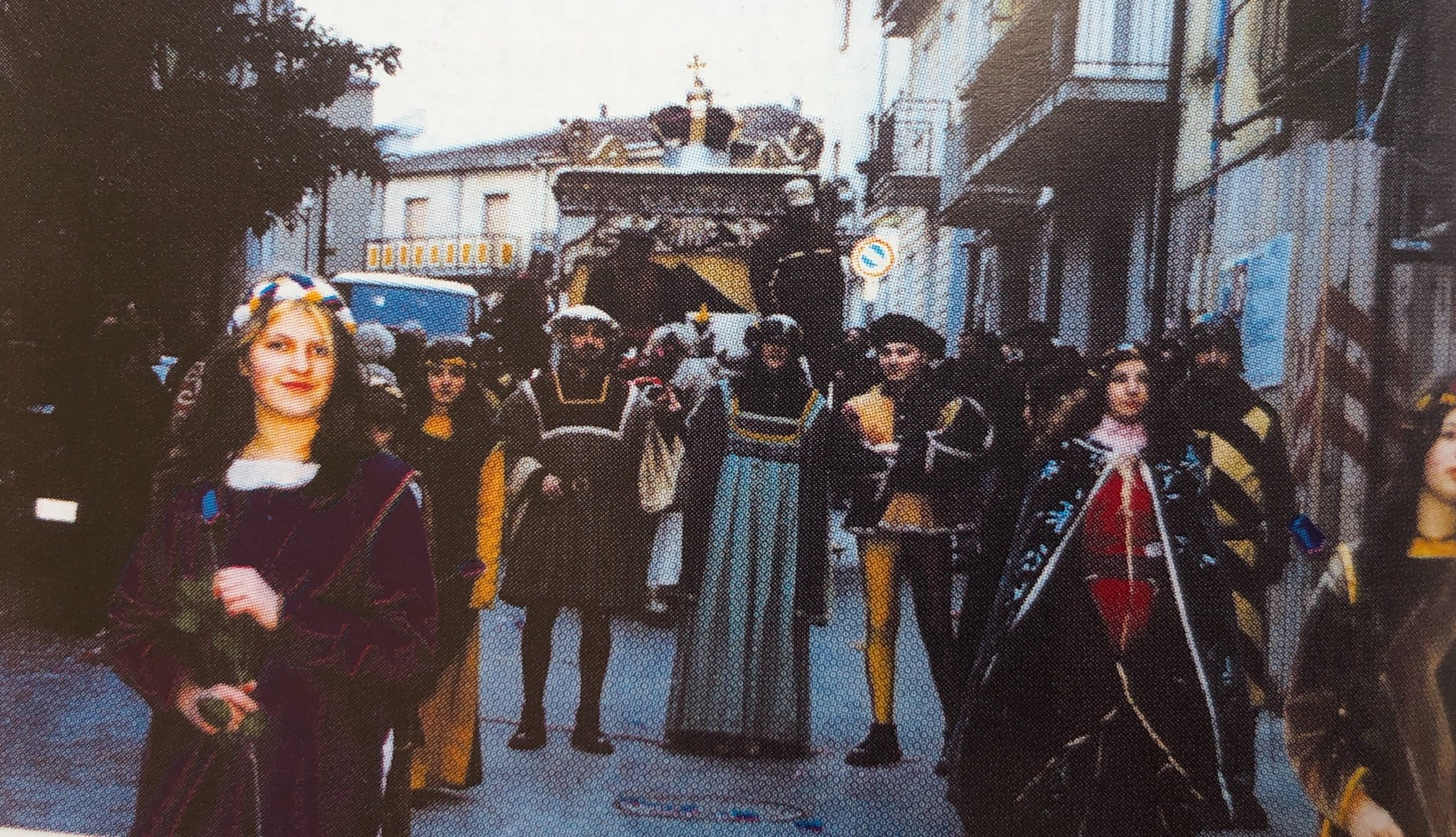
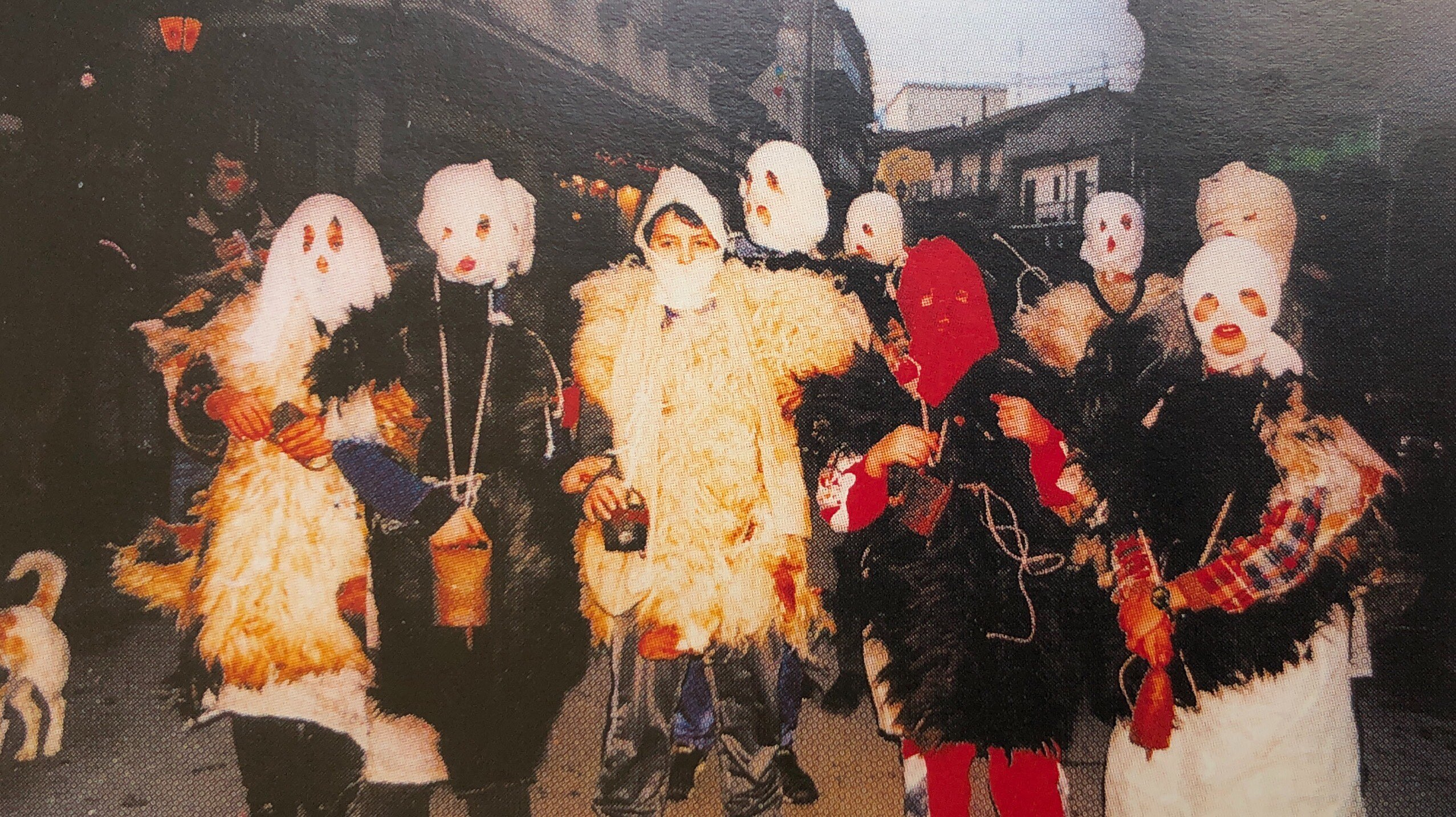
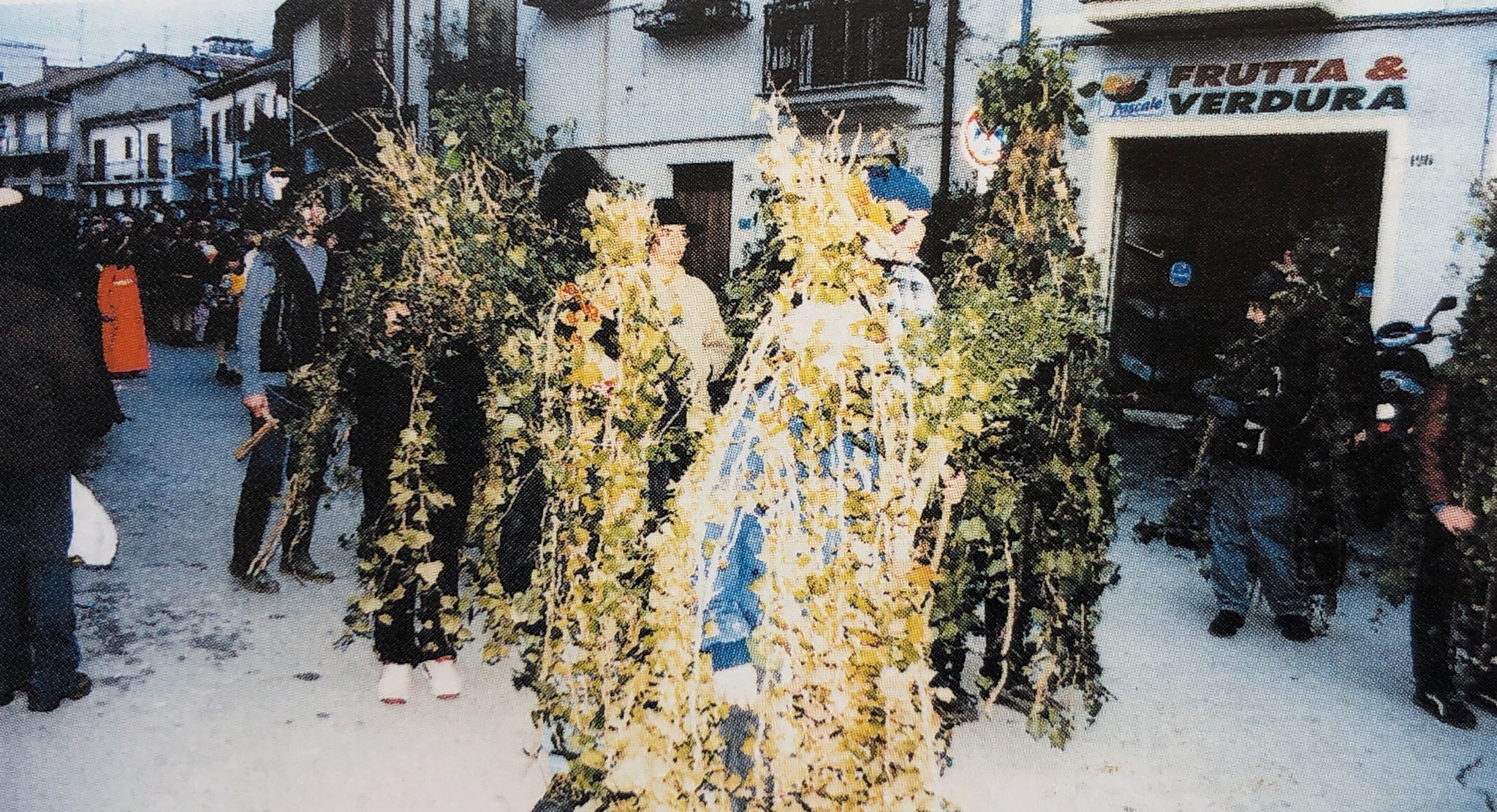
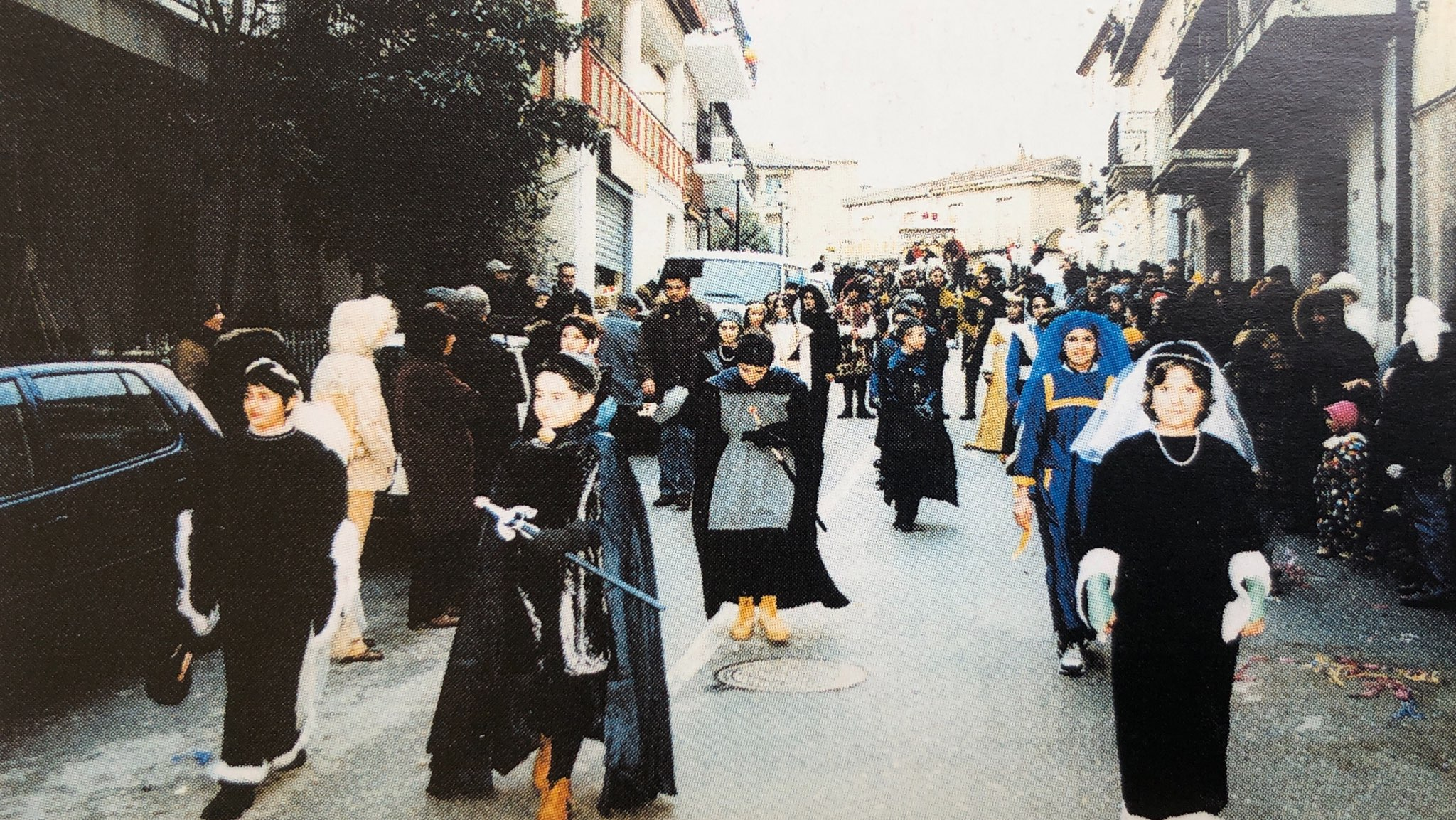
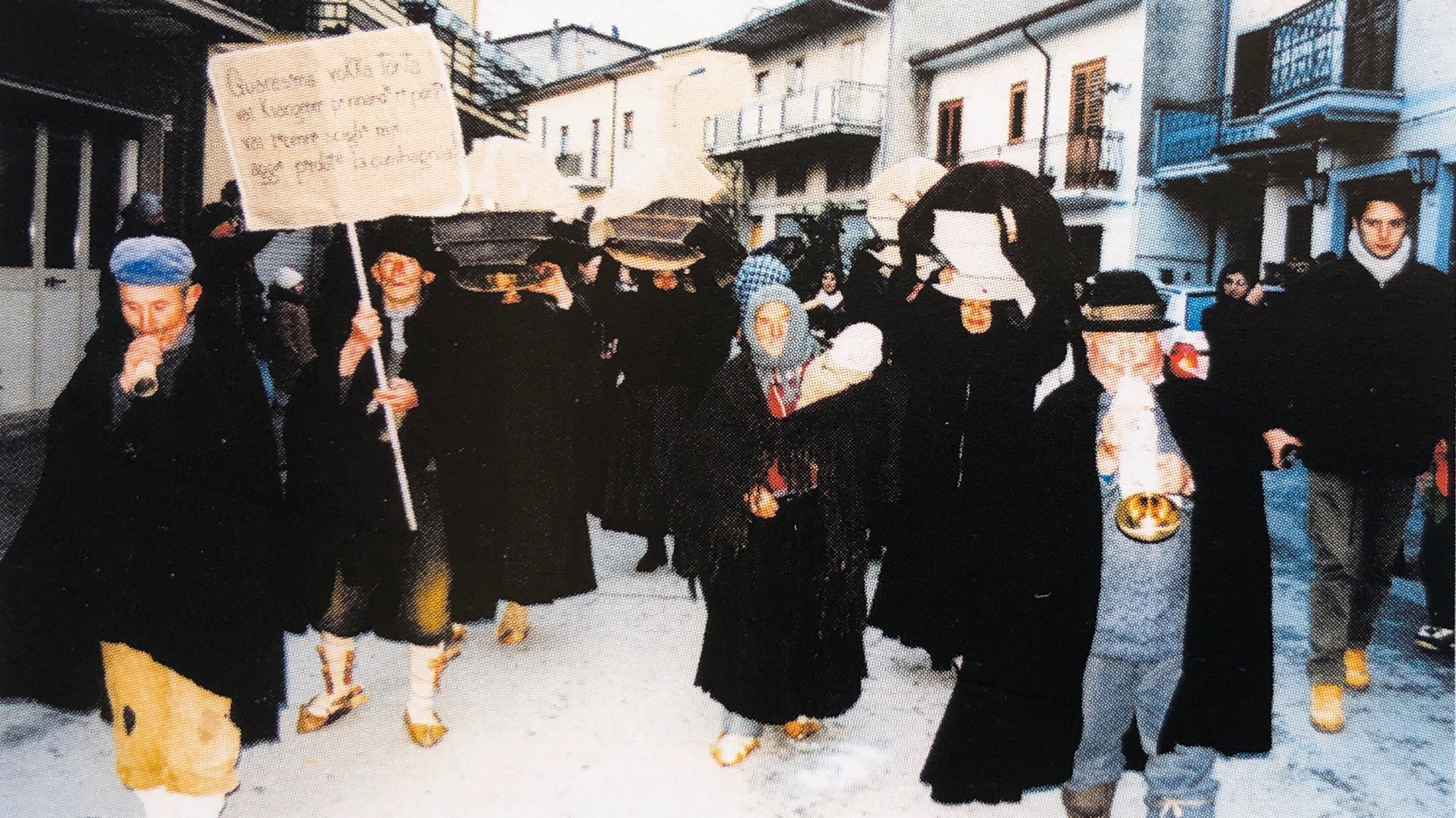
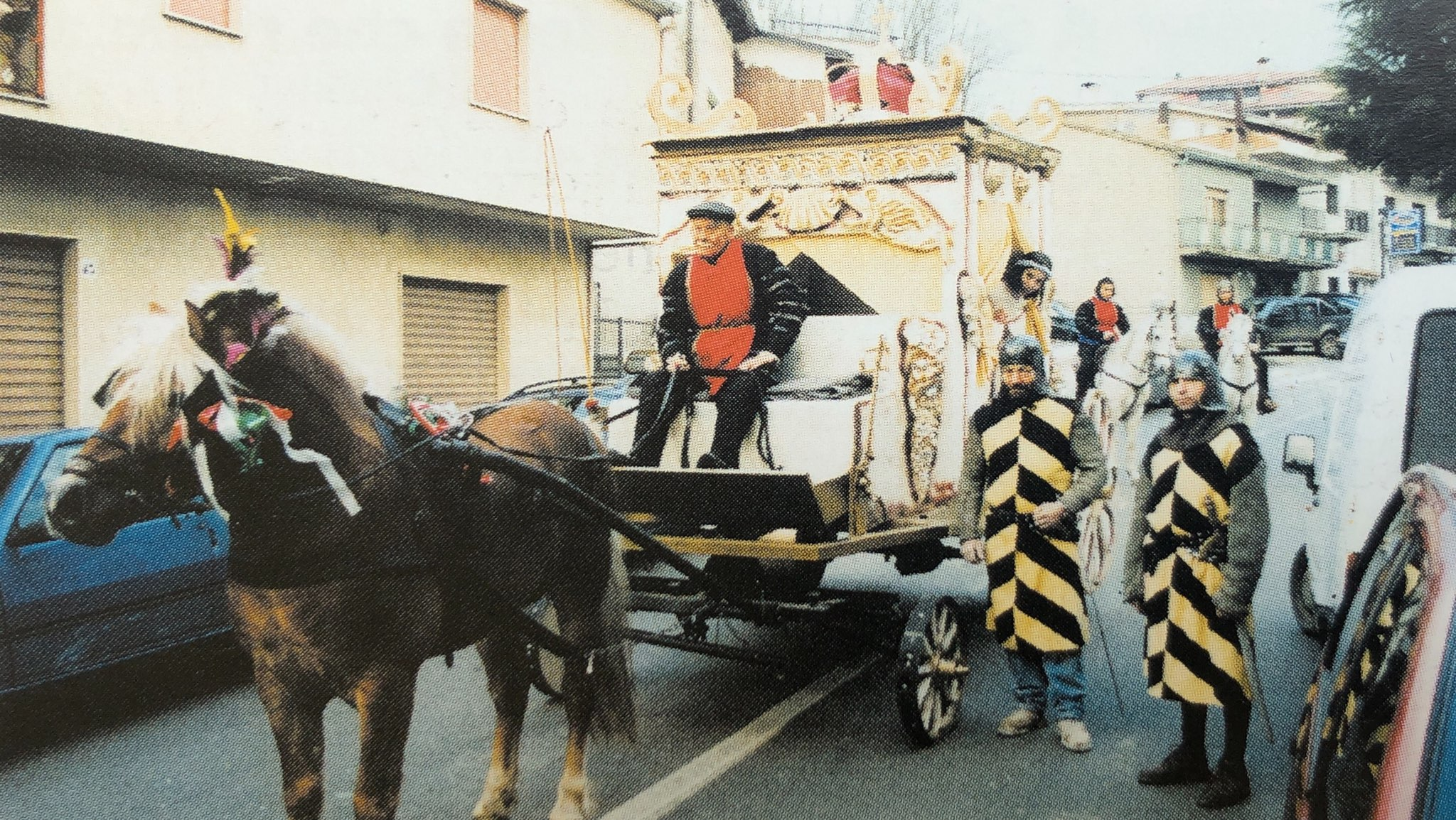
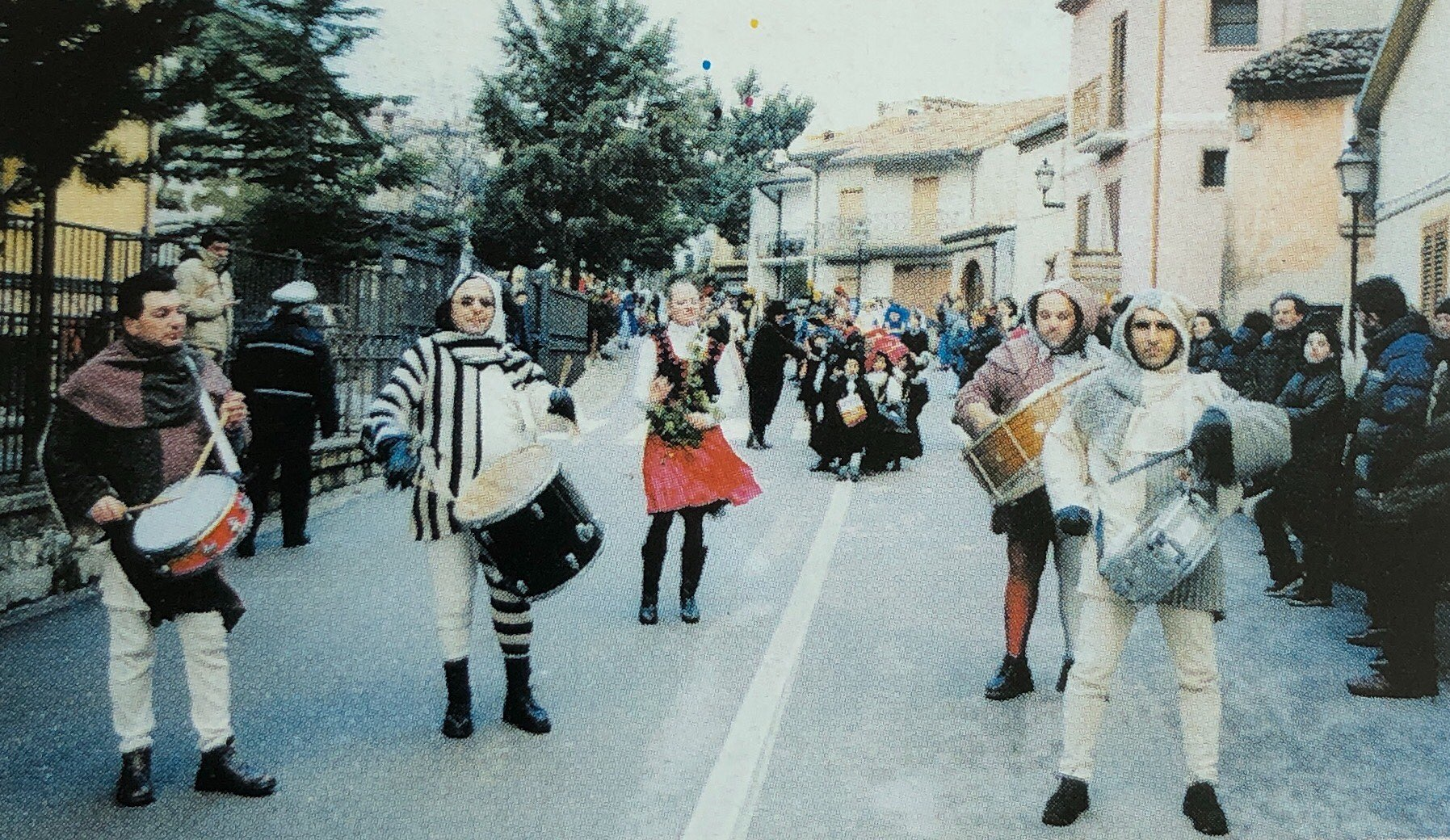
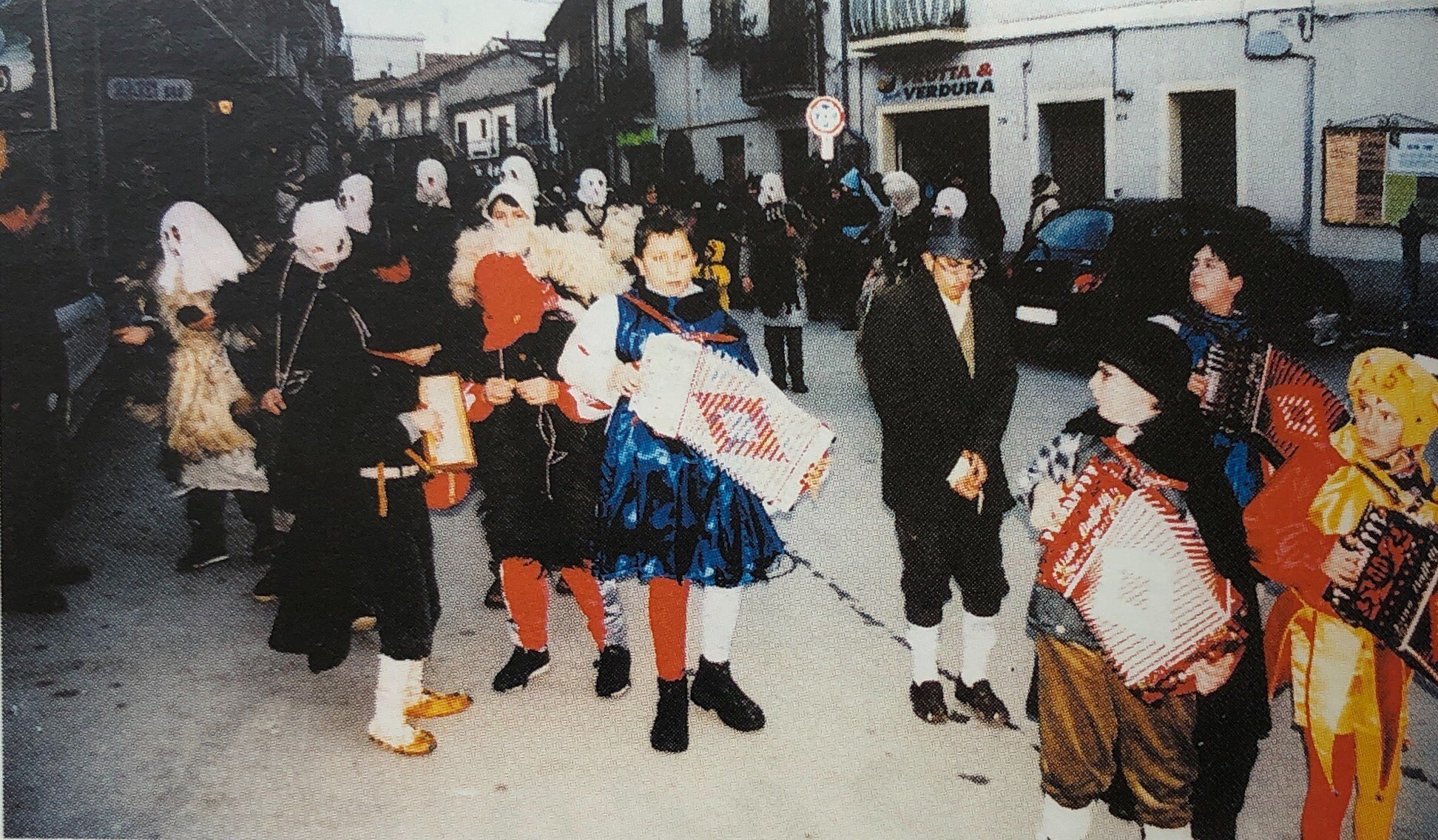
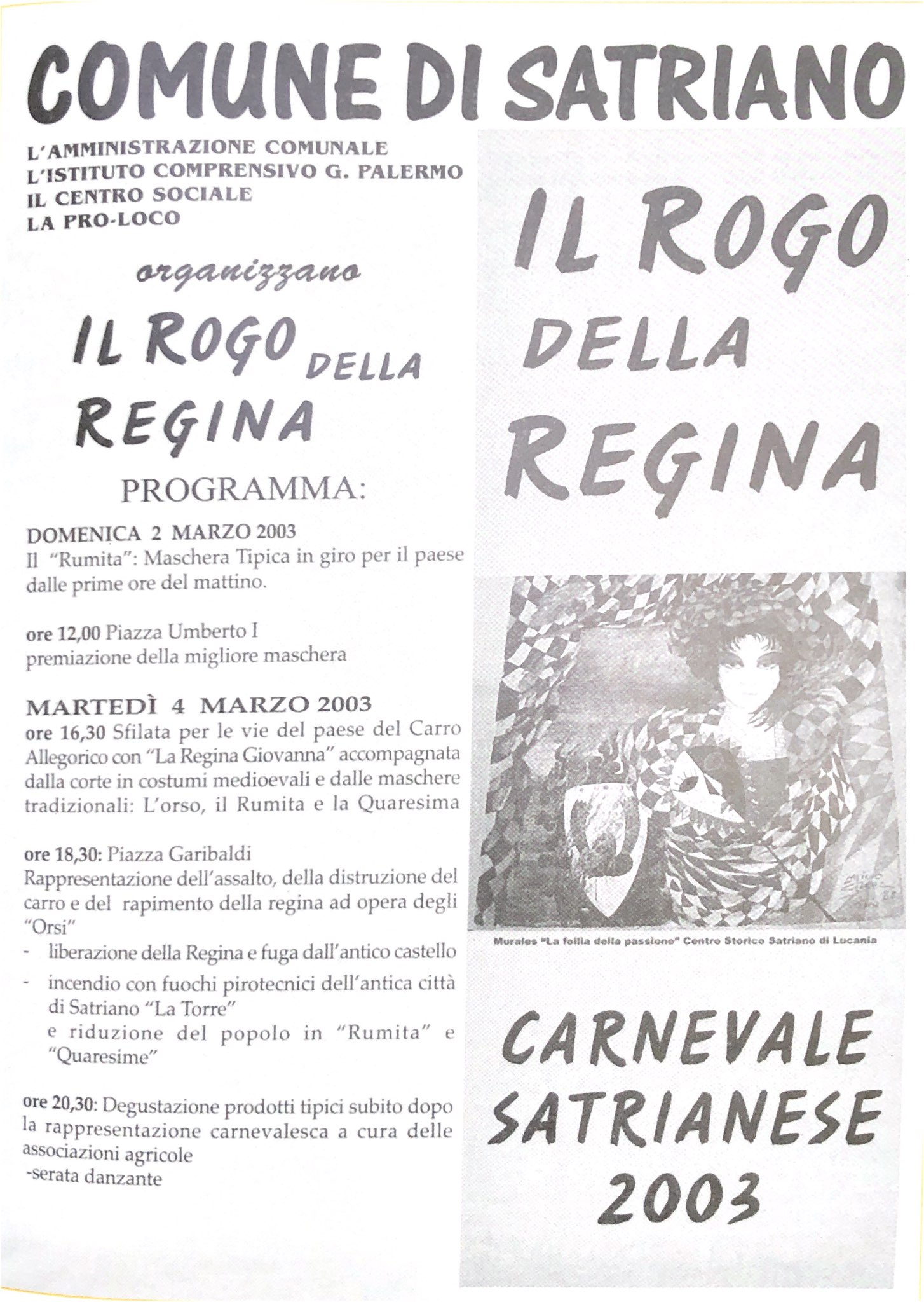
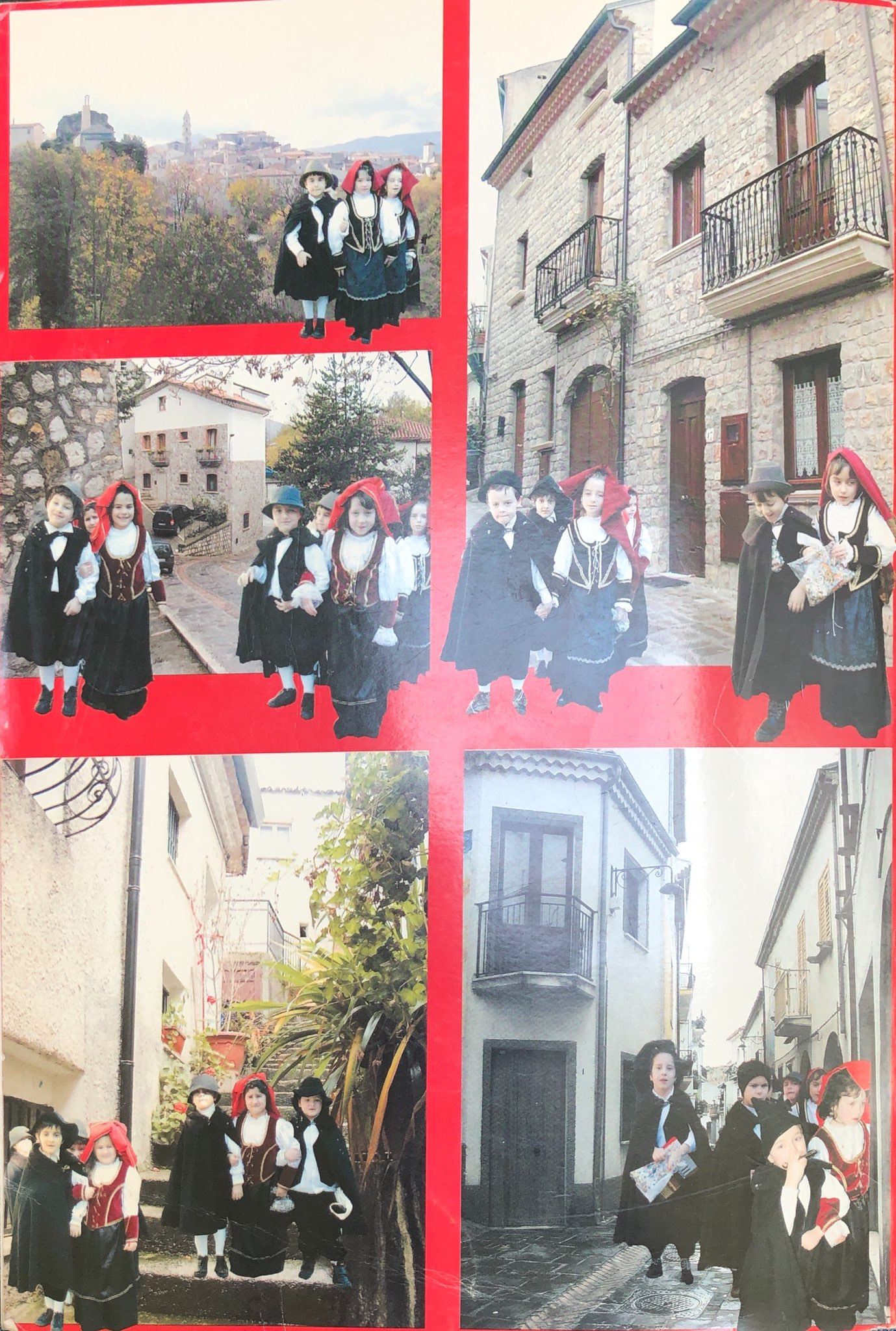

## Cinema e Televisione
Alberi (regia di Michelangelo Frammartino) Il racconto della remota quotidianità dei Rumita.
Nel corso degli anni la tradizione carnascialesca del paese è passata all'osservazione delle principali emittenti locali e nazionali attirando l'attenzione anche dei principali giornali di settore.

## La foresta che cammina
La Foresta che cammina è il Carnevale rappresentato da 131 Rumit’, tanti quanti sono i comuni lucani, che sfilano per le strade del borgo. Uomini vestiti da alberi, portavoci di un messaggio ecologista: ristabilire un rapporto antico con la Terra.